# PROJECT SYLPHEED
PROJECT SYLPHEED（プロジェクト シルフィード）は、2006年9月28日にスクウェア・エニックスから発売されたXbox 360用ゲームソフトである。
当初は「プロジェクト シルフ」というタイトルで発表されたが、「プロジェクト シルフィード」と改称された。細かいゲームジャンルは、スペースコンバットシミュレーション。

## 概要
リアルな映像で表現された3D空間で、豊富な武装を誇る自機「デルタセイバー」を操作し、ステージ中に設定されたミッションを達成しながらゲームを進行させていくシューティングゲームである。シルフィードシリーズの一つとして製作された。
圧倒的多数な敵機を、強力な武装を駆使して単機で撃墜していくという一騎当千の爽快感を、リアルな表現で楽しむことができる。
シリーズの前作までは、表現方法としては3Dだが本質的には2Dシューティングというスタイルを踏襲していたが、当ゲームは完全な3D空間を自由に動くことのできる、フライトシミュレータのようなシステムに変更された。そのため、前作までとはゲーム性が全く異なり、シルフィードシリーズの旧作との共通点は、武装選択程度となっている。

## ゲームシステム

### ゲーム進行
ゲームは全16ステージにそれぞれ設定されたミッションをクリアすることで進行していく。基本的なゲームの流れは以下の通りである。
- ブリーフィングでのミッション説明
- 武装開発による武装の追加
- 武装選択による自機への武装設定
- ミッション実行（ミッション前後にはムービーによるストーリー展開）
- デブリーフィングでのミッション結果の評価

ミッション実行中には敵味方の通信が入り混じり、戦場の臨場感を高めている。
1つのステージは1～3つのフェーズで構成されており、ゲームオーバーになった場合はそのフェーズからやり直しができる。また、セーブ後の再開や武装の再選択を行う場合は、ステージ最初からのやり直しとなる。
ゲームオーバー条件として全ミッション共通なのは、自機の破壊とタイムアップである。ミッションによっては、さらに条件が追加される。
難易度はイージー・ノーマル・ハードの3つから選択できる。ゲーム開始時に選択するが、クリアするまでは変更出来ない。難易度は腕前に応じて選択すればよいが、ステージのクリアに何回か失敗し続けると、そのステージをスキップする選択肢が現れる。そのため、どのようなプレイヤーでも、一応はエンディングを見られるようになっている。

### 操作
パッドのボタン割り当ては、以下の基本設定からいずれかを選択する。ボタン・スティックの割り当ては独自にカスタマイズできる。
ノーマル
最も基本となる設定。左スティックでヨーとピッチ、LRトリガーで加減速、LRボタンで攻撃、その他操作は各ボタンに割り当てられている。この割り当てではロールは行えず、スティックの左右操作は常にヨーとなる。
アドバンスド
ノーマルとほぼ同じだが、こちらではロール操作ができる。左スティックを左右に少しだけ傾けるとヨー、大きく傾けるとロールとなる。
プロフェッショナル
ノーマル・アドバンスドと違い、ヨーおよび加減速をボタンで行う。その分、方向パッドの役割が増えている。
しかし、どの操作方法を選択した場合でも、Xbox 360のパッドのボタン・スティック全てに役割があるため、操作は簡単とは言い難い。簡易的な操作モードは存在しない。

### 視点
視点は3種類あり、主観視点と後方視点（近景、遠景）を選べる。視点変更はいつでも行える。主観視点は誘導性能を持たないガンやロケット系武器の使用時に精密射撃が容易になり、後方視点は周囲の状況を把握しやすい。
上述したものの他に、視点関連ではパッドロックモードがある。詳細は下記。

### 自機の機動
一般的なフライトシミュレータのように、ヨー・ロール・ピッチアップ/ピッチダウン、速度の加減速を用いて3D空間内で自機を機動させる。ただし、このゲームには空力の概念が存在しないので、実在の飛行機のフライトシミュレータのような機動に伴うきりもみ状態や失速などの機体状態の変化を考慮する必要は無い。ただ、重力の影響があるステージは存在し、それは主に実弾系装備の弾道に現れる。
これら通常の機動の他に、特殊な機動として以下のものがある。
アフターバーナー
使用中はシールドをゆっくり消費するが、高速で移動できる。使用中はターンしにくく、またすぐには速度を低下させられない。
パワーカット
自機のエンジン出力を切り、慣性で進んでいる状態にする。これも使用中はシールドを消費する。速度を落として行うことで自機の移動をほぼ停止できるので、艦艇等の静止目標を集中攻撃する際に有用である。
パッドロックモード
視点を自機を中心としてターゲット指定した敵に常に追従させる。主に、ターゲット指定した敵を見失いたくない場合に使用する。右スティックを押し込むことで実行、再度押し込むことで解除できる。この状態でもターゲットにロックオンして攻撃できる装備が存在する。
マッチングスピードモード
ターゲット指定している目標と速度を一致させる。実行中でも、自機の加減速はできる。ドッグファイト時や対艦戦で用いると便利である。
マニューバ
180度ターン、サイドロール、水平復帰、ターゲット方向への機首合わせが存在する。マニューバボタンと左スティックの組み合わせで、実行するマニューバを選択する。180度ターンは、文字通り自機が即座に後ろを向く。わざと敵に後ろを取らせ、その状態で使用して集中攻撃するのに使ったり、障害物に衝突する寸前で使用して衝突を回避する、などの活用法がある。サイドロールは、一定距離だけ左右の任意方向に平行移動できる。進行方向を維持したまま、敵の攻撃をかわしながら攻撃するのに用いる。水平復帰は、実行すると機体を水平にする。ターゲット方向への機首合わせは、実行するとターゲット指定している敵の方向へ、自動的に機首を向ける。

### シールドとアーマー
自機にはシールドとアーマーという概念がある。自機の被弾や、アフターバーナーやパワーカット、必殺技の使用などによってシールドが減少し、シールドが無い時にさらに被弾したり、艦艇に接触したりすることでアーマーが減る。アーマーが0になると自機が破壊されゲームオーバーとなる。
シールドの回復は時間の経過によるものと、後述の補給で回復させられる。回復開始までに一定時間ダメージを受けないようにすれば、徐々に回復していく。
アーマーはシールドのような時間経過による回復はできず、補給および特殊な装備の使用でのみ回復できる。
シールドやアーマーの減少量は攻撃別に設定されているが、高速で障害物へ衝突すると、ほぼ確実に即死する。特に、急いで補給を行おうと、母艦アクロポリスにアフターバーナーを使用して急接近した結果、減速・回避が間に合わず、激突してゲームオーバーになるプレイヤーが多い。
なお、敵・味方を問わずある程度以上の大きさの艦艇もシールドを持つ。このシールドはビーム系の攻撃に対してはダメージ軽減の効果があるが、実弾系の攻撃には意味を成さない。敵艦にはシールドジェネレータが1～4基設置されており、これを破壊することでシールドの効果を弱めることが出来る。そのため、対艦戦では先にシールドジェネレータを破壊してダメージを与えやすくするのが基本戦術となる。しかし、艦のサイズが大きくなるほど設置数が多くなる上、ジェネレータ自体の耐久力も高くなるため全てを破壊するのは難しく、また自機の火力で押し切れることも多いので、必ずしもその方針でなければならないというわけではない。味方艦も同様に実弾系の攻撃、特に敵攻撃機や対艦フリゲートのミサイル攻撃には脆弱である。

### 武装
自機の装備は、当ゲームでもシルフィードシリーズの伝統を色濃く受け継いでいる箇所である。「ノーズウェポン」「メインウェポン1（前方部）」「メインウェポン2（後方部）」「メインウェポン3（下部）」の最大4箇所に武装でき、またその内容を自分で選択できる。プレイヤーが不要と判断したならば、あえて特定箇所を武装しない選択もできる。
武装の組み合わせは数多く、この武装選択が当ゲームを楽しむ上でのポイントである。強力な武装をして爽快感やゲームクリアを優先させたり、趣味に走ったり、あるいは上級者があえて貧弱な武装をしてそれを自分の腕でカバーしてみるなど、ゲームのプレイスタイルに幅を持たせられるようになっている。
選択した武装は自機の外見に反映されるので、その変化を見ることも当ゲームの大きな楽しみの一つである。武装によっては自機をはるかに上回るサイズのものもあるなど、多彩なものが用意されている。
装備した武装のうち、ノーズウェポン以外の3つは同時に使用できない（ノーズウェポンとなら同時に使用できる）。例外として、必殺技レベル1使用時には（弾切れやオーバーヒートしていなければ）4つ同時に使用できるが、通常は武装切り替えボタンでその時に使用するものを切り替えなければならない。
武装は出撃前にのみ変更でき、出撃中には変更できない。武装は、そのミッションにあったものを自動で選択させることもできる。
武装はステージをクリアしたときに得られることもあるが、基本的にはステージをクリアした時に得られるポイントを蓄積・消費して開発する。例外的に、特定のステージを特定の条件を満たしてクリアすることで入手できるものもある。武装の開発状態と獲得ポイントはセーブデータへ記録されるので、繰り返しプレイしている場合は序盤ステージから強力な装備で出撃できるため、有利にゲームを進められる。

#### 武装の属性
武装には、それぞれ固有の属性として以下のものがある。
武装種別
武装の種別として「ガン」「ビーム」「レーザー」「汎用ミサイル」「対艦ミサイル」「爆弾・ロケット」「キャノン」「特殊」の8種類がある。武装により装備可能な箇所が異なる。
射程区分
敵が射程内にいなければ当然攻撃は当たらないが、その射程の長さをA～Eの5段階で表現する。敵が射程内にいるかどうかは、インジケータで見ることができる。
威力区分
武装の威力をA～Eの5段階で表現する。
速度区分
武装の着弾までの速さをA～Eの5段階で表現する。
重量区分
ヘビー・ミドル・ライトの3種類がある。自機の機動性に影響するので、本来であればそのステージのミッションにあわせた武装をするのが好ましい（対戦闘機向けなら機動性重視で軽量に、対艦向けなら機動性を犠牲にして重装備に、など）。しかし、180度ターンなどの強力なマニューバがあるため、武装の火力で機動力を補う方がクリアが容易なことが多いので、一概には決められない。
搭載弾数/チャージ量
実弾系およびビーム系は弾数を、レーザーなどは使用できる時間を表す。
視線追従
その武装が右スティックやパッドロックモードで視線を移動させた方向にも射撃できるかどうか。
最大ロックオン数
ロックオン式の武装の場合の最大ロックオン数。ロックオン式の武装はロックオンすることで使用でき、目標を正確に狙わなくても良いのが利点である。パッドロックモードでもロックオンできる武装があるので、有効に活用すれば大きな戦力となる。非ロックオン式は照準を目標に合わせたり（艦船、機雷などの固定目標）、未来位置を予測して攻撃する偏差射撃を行う必要がある（戦闘機などの移動目標）。偏差射撃はゲームシステムでサポートされるのでそれほど難しくはないが、もちろんロックオン式の武装よりも命中率は低い。
ロックオンオーバーラップ
一つの目標に複数ロックオンできる武装かどうか。
これらとは別に、数値化されていない以下の事項もある。
オーバーヒートのしやすさ
武装の連続使用時のオーバーヒートのしやすさ。オーバーヒート中はその武装が使用できず、オーバーヒート状態が時間により解除されるのを待つ必要がある。連続して必殺技レベル1を使用すると、知らないうちにオーバーヒートしていることがある。
リロード時間
基本的に強力な武装ほどリロード時間が長い。
ロックオンサイトの大きさ
ロックオン可能な対象
汎用ミサイルの一部には対航空機専用のものがある。

### 必殺技
当ゲームには必殺技と呼ばれる操作がある。必殺技ボタンを押し続けた後、離すことで発動する。ボタンを押す時間により、必殺技のレベルを1～3の間で変更できる。必殺技を使用するとレベルに応じてシールドを消費する。シールドが無い状態では使用できない。
Lv.1 バーサークショット
いわゆる『全弾発射』。使い勝手の良い必殺技で、特に対艦戦で有用である。ただ、使用弾量が多いのでオーバーヒートや弾切れの可能性が上がる。
Lv.2 シールドアタック
自機が強化されたシールドに包まれ、前方に突進する。その状態で体当たりすることでダメージを与える。一般的には、いま一つ使い道の無い必殺技とされる。
Lv.3 オーバードライブ
時間の進み方を一定時間遅くする。非ロックオン式の武装を使用している際に、照準を合わせるのに便利である。

### 僚機・編隊への指示
当ゲームには、自機を支援する僚機や自機編隊が存在する。プレイヤーはそれらに指示を出し、必要な行動をとらせることができる。
攻撃
自機がターゲット指定している敵に攻撃を仕掛ける。
援護
自機を狙う敵を優先的に攻撃するようになる。
分散
それぞれ自由戦闘に移行し、各自の判断で戦闘をする。
フォーメーション
いわゆる集合コマンド。この指示を出すと僚機はプレイヤーの周りに集結して編隊を組む。編隊を組んでいる最中は、僚機は攻撃も回避も行わない。デフォルトではこれが選択されている。

### 補給
マップの特定位置に設定された補給ポイントで補給ができる。補給を行うと、シールド・アーマー・武装残弾数が初期状態まで回復する。補給には回数制限はなく、何度でも行える。
補給ポイントに近づくとインジケータに「補給可能」と表示されるので、表示中に補給ボタンを押すと補給が開始される。
補給ポイントはそのミッションでの主戦場と離れた場所に設定されていることがあるため、頻繁に補給を行っているとタイムオーバーとなる危険が大きくなる。

### プレイの評価と実績解除
ステージクリアの際に、ミッションの達成状況に応じて評価が行われる。この評価が高いと、ステージクリア時に得られる武装開発のためのポイントを多く得られる。また、難易度が高いほどたくさんのポイントが得られる。
実績解除の条件としては、ミッションの副目標（ミッションクリアには必須でないもの）を高水準で達成するというものが多い。この副目標の条件はゲーム中では明確に表現されていないものが多いため、各プレイヤーにより推測が行われている。

## ダウンロードコンテンツとタイトルアップデート
2007年6月に、ダウンロードコンテンツの提供とタイトルアップデートが行われた。ダウンロードコンテンツは、追加ステージのチャレンジミッションと体験版である。なお、当ゲームのパッケージやマニュアルにはネットワーク対応の記述はなく、この発表にはプレイヤーは驚かされた。

### チャレンジミッション
チャレンジミッションとして、6つの新しいステージを攻略していくモードが追加された。いずれも難易度は高く、クリアにはそれ相応の腕前が要求される。BGMには福井健一郎による新作や、細江慎治によるオリジナル曲およびアレンジ版が追加されている。
各ステージをクリアするとチャレンジミッション固有の武装が入手できる。入手できる武装はいずれも強力なものであり、通常のミッションにも持ち込めるようになっている。
なお、クリア時のクリア時間や武装はXbox Liveのリーダーボードに自動的に登録されるため、他のプレイヤーとプレイ内容を競い合うことができる。
また、チャレンジミッションは、Xboxガイドからゲームを起動しないとゲーム中に現れないというバグまたは仕様がある。

### タイトルアップデート
主にゲームバランスの調整が行われた様であるが、現時点では詳細の公式な発表はない。これにより、単一の目標に集中砲火を行う武装（対艦ミサイルなど）は使い難くなった反面、多数の敵への同時ロックオンは効率的に行えるようになった。

## キャラクター
カタナ・ファラウェイ
声：日野聡
本作の主人公。
地球統合軍レーベンドルフ駐留艦隊所属第931訓練飛行隊のライノ小隊所属。士官学校を出た後、新造空母アクロポリスの訓練隊に配属され、訓練の日々を過ごしていたが、アダン自由同盟の宣戦布告により否応無く戦闘に巻き込まれることになる。
エレンとは士官学校時代からの幼なじみ。
エレン・ベルシュタイン
声：佐藤利奈
カタナ同様ライノ小隊所属の女性パイロットで、カタナのウィングマン（僚機）である。
カタナとは士官学校の同期で、とても仲が良い。地球統合政府の中で名門とされたベルシュタイン家の出であり、士官学校では幹部候補として期待され空行機に憧れ、パイロットに志願する。
マーグラス・メイスン
声：浜田賢二
アダン自由同盟軍特殊航空隊所属第7特務飛行隊「ナイトレイブン」の隊長。
植民地星であるアケロンの出身で航空機の操縦に関しては天才的な才能を持つ。その能力を買われ、エリート飛行隊のナイトレイブン隊の隊長に任命される。
「アケロンの悪夢」と呼ばれる事件で家族を失った彼は、地球統合軍に深い憎しみを抱いている。
過去に彼は地球統合軍の士官学校で、カタナ、エレンと中の良い友人だったが、アダン自由同盟の発足に伴いその出身である人物を強制送還するという地球統合軍の政策により、二人と離れ離れになることになった。
レイモンド・ローガン
声：中田譲治
ドリス・イーガン
声：田中敦子
メイ・クライトン
声：幸田夏穂
サンドラ・レッドバード
声：沢海陽子